# František Buzek
František Buzek (* 10. září 1965) je bývalý slovenský fotbalista.

## Fotbalová kariéra
V československé lize hrál za Tatran Prešov. Nastoupil v 8 ligových utkáních a dal 1 gól.

## Ligová bilance
| Ročník                                      | Zápasy | Góly | Klub          |
| ------------------------------------------- | ------ | ---- | ------------- |
| 1. československá fotbalová liga 1984/85    | 1      | 0    | Tatran Prešov |
| 1. československá fotbalová liga 1987/88    | 7      | 1    | Tatran Prešov |
| 1. slovenská národní fotbalová liga 1988/89 | 8      | 1    | Tatran Prešov |
| CELKEM                                      | 8      | 1    |               |